# Най, Джоди Линн
Джоди Линн Най (англ. Jody Lynn Nye; р. 5 июля 1957) — американская писатель-фантаст. Известна в качестве соавтора Роберта Асприна при написании «МИФического цикла». Является автором и соавтором около 40 опубликованных романов и более 100 рассказов. Её произведения в основном являются научно-фантастическими, приключенческими и юмористическими. Её юмористические серии охватывают диапазон от современной фантастики («The Magic Touch and Mythology 101») до боевой фантастики («Strong Arm Tactics» и новые серии, начиная с «View from the Imperium» цикла «Imperium»). Около трети её работ — написанные в соавторстве романы или самостоятельно написанные сиквелы.
В 2007 году она работала инструктором Fantasy Writing Workshop в Колумбийском колледже Чикаго и преподаёт ежегодный семинар Science Fiction Writing Workshop на Dragon Con.
Най начала работать с Робертом Асприном над «МИФическим циклом» в 2003 году с публикации сборника «МИФОнебылиц» и романа «МИФальянсы». Со смертью Асприна в 2008 году, она продолжила эту юмористическую фэнтезийную серию и в настоящее время пишет продолжения к его циклу современной фантастики «Dragons, или Griffen McCandles».
В 2008 году она передала свои архивы в отдел редких книг и специальных собраний библиотеки университета Северного Иллинойса.

## Карьера
Най говорит, что «всегда рассказывала истории» своим младшим братьям, кузенам и друзьям, а также в качестве помощника вожатого в детском лагере. Её первыми изданными произведениями были технические статьи в журнале «Video Action» в 1980-х годах. Сначала она писала художественную литературу для «Ellery Queen Mystery Magazine game» и линейки игровых дополнений Role Aids, публикуемых Mayfair Games.
В конце 1980-х Най написала 6 сопроводительных книг для серии Dragonriders of Pern книг писательницы Энн Маккефри и серии романов Ксанф Пирса Энтони. Первые четыре были книгами-играми в рамках серии «Crossroads Adventure», две другие относились к серии Dragonriders of Pern и последние две — к серии Ксанф.
Затем в ноябре 1989 одновременно были изданы «The Dragonlover’s Guide to Pern» издательством Ballantine Books авторства Най и Маккефри; и «Piers Anthony’s Visual Guide to Xanth» издательствои Avon Books авторства Най и Энтони Пирса.
Оба произведения иллюстрировали Тодд Кэмерон и Джеймс Клоус, а Гамильтон работал над «Roger Zelazny’s Visual Guide to Amber», опубликованной Avon Books годом ранее.
Руководство по Перну Най объясняла во введении. Её команда (с Клоусом) двумя годами ранее посещала Маккефри, в течение 10 дней в октябре 1987 года. В гостиной у Най редактор Билл Фосетт (муж Най), иллюстратор Гамильтон и сын Маккефри, Тодд Джонсон, обсуждали Перн с его создателем, а Гамильтон под руководством писательницы делал наброски. Они выполнили «объём совместной работы к её произведениям, предназначенной в помощь визуализировать тексты и создать предпосылки для её хроник».
До окончания «The Dragonlover’s Guide», Маккефри и Най работали над романом, по всей видимости The Death of Sleep 1990 года из трилогии Планета пиратов. В начале 1990-х они совместно работали над тремя сериями, основанными на рассказах Маккефри, написанными ею с 1960-х по 19070-е. Тем временем Маккефри завершила ещё 5 книг о Перне, после чего они доработали «The Dragonlover’s Guide».
В конце 1990-х Най начала работать с Робертом Асприном для расширения его «МИФического цикла», начатого им в 1978 году. После смерти Асприна в 2008, Най продолжила писать запланированные ими книги. При этом три из книг Най этой серии «подвисли» в связи выходом издательства Meisha Merlin Publishing из бизнеса в 2007 году.
Среди прочих проектов, Най продолжает писать «МИФический цикл» и свою боевую юмористическую фантастику, начатую с книги «View from the Imperium» 2011 года.

## Перечень работ

### Циклы
- Mythology
  1. Mythology 101 (1990)
  2. Mythology Abroad (1991)
  3. Higher Mythology (1993)
  4. Advanced Mythology (2001)

  - Applied Mythology (2000) — omnibus edition of books 1-3
- МИФический цикл
  1. МИФОнебылицы / Myth-told Tales (2003) // в соавторстве с Робертом Асприном
  2. МИФальянсы / Myth Alliances (2003) // в соавторстве с Робертом Асприном
  3. Торговая МИФтерия / Myth-taken Identity (2004) // в соавторстве с Робертом Асприном
  4. НеМИФический класс / Class Dis-Mythed (2005) // в соавторстве с Робертом Асприном
  5. Мифические прибыли / Myth-Gotten Gains (2006) // в соавторстве с Робертом Асприном
  6. МИФО-Шеф / Myth Chief (март 2008) // в соавторстве с Робертом Асприном
  7. МИФО-Фортуны / Myth-Fortunes (2011) // в соавторстве с Робертом Асприном
  8. Myth-Quoted (2012) // самостоятельно после смерти Асприна
  9. Myth-Fits (TBA)
  10. Ain’t Myth-Behavin (TBA)

Асприн самостоятельно написал 12 романов «МИФического цикла», изданных с 1978 по 2002 годы.
- Imperium (или Lord Thomas Kinago)
  1. View from the Imperium (2011)
  2. Fortunes of the Imperium (September 2014)
  3. Rhythm of the Imperium (TBA)
- Dreamland
  1. Waking in Dreamland (1998)
  2. School of Light (1999)
  3. The Grand Tour (2000)
- Ireta (или Dinosaur Planet; или Планета пиратов)
  - The Death of Sleep[англ.] (1990) // в соавторстве с Энн Маккефри
    - The Planet Pirates (1993) // в соавторстве с Маккефри и Элизабет Мун — omnibus edition of the 3-volume subseries

Маккефри самостоятельно написала два романа серии Dinosaur Planet, опубликованных в 1978 и 1984 годах. Они с Элизабет Мун возобновили подцикл Planet Pirates в романе, опубликованном за несколько месяцев до романа Маккефри и Най.
- Doona
  - Crisis on Doona (1992) // в соавторстве с Маккефри
  - Treaty at Doona (1994) // в соавторстве с Маккефри; также называлась Treaty Planet

Маккефри самостоятельно написала один роман этого цикла, изданный в 1969 году.
- Taylor’s Ark
  1. Taylor’s Ark (1993)
  2. Medicine Show (1994)
  3. The Lady and the Tiger (2003)
- The Ship Who Sang (или Brain and Brawn Ship)
  - The Ship Who Won (1994) // в соавторстве с Маккефри
  - The Ship Errant (1996)
    - The Ship Who Saved the Worlds (2003) // в соавторстве с Маккефри — omnibus comprising The Ship who Won and The Ship Errant

Маккефри самостоятельно написала Корабль, который пел, собрание было издано в 1969. Она написала три романа этого цикла в соавторстве с тремя разными женщинами, книги были изданы в 1992 и 1993 годах.
- Dragons, или Griffen McCandles
  1. Dragons Deal (2010) // в соавторстве с Робертом Асприном
  2. Dragons Run (2013)

Асприн самостоятельно написал два романа цикла Griffen McCandles, изданные в 2008 and 2009 годах.
- Crossroads Adventure game books (copyright Bill Fawcett and Associates)
  - Dragonharper (Tor Books, август 1987), иллюстратор Тодд Кэмерон Гамильтон — комплект рисунков для мира Перна
  - Encyclopedia of Xanth (1987) — комплект по миру Ксанфа
  - Dragonfire (изд-во Tor, июль 1988), иллюстратор Тодд Кэмерон Гамильтон — комплект рисунков для мира Перна
  - Ghost of a Chance (1988) — комплект по миру Ксанфа

Энн Маккефри начала серию Перн в 1967; Энтони Пирс начал серию Ксанф в 1977 году. Каталоги ISFDB указывают на 4 романа в серии Crossroads Adventures, два справочника и авторство во всех 6 книгах серий Перна и Ксанфа.

### Романы
- The Magic Touch (1996)
- License Invoked (2001) // в соавторстве с Робертом Асприном
- Strong-Arm Tactics (2005)
- An Unexpected Apprentice (2007)
- A Forthcoming Wizard (2009)

### Антологии (в качестве редактора)
- Don’t Forget Your Spacesuit, Dear (1996); (включая рассказ «What’s the Magic Word?»)

### Прочие
- The Dragonlover’s Guide to Pern (Ballantine, 1989) // в соавторстве с Энн Маккефри. Иллюстрации Тодда Кэмерона Гамильтона и Джеймса Клоуса. ISBN 0-345-35424-9. xi + 178 pages. — Pern geography, society, flora, fauna, etc., including information not in the previously published fiction
- The Dragonlover’s Guide to Pern, второе издание (Ballantine, 1997). ISBN 0-345-41274-5. xi + 260 pages.
- Piers Anthony’s Visual Guide to Xanth (Harper, 1989) // в соавторстве Этони Пирсом. Иллюстрации Тодда Кэмерона Гамильтона и Джеймса Клоуса. ISBN 0-380-75749-4

### Рассказы в антологиях
- The Fleet, «Bolthole», Ace Books (1988)
- The Fleet II: Counterattack, «Lab Rats», Ace (1988)
- The Fleet III: Breakthrough, «Crossing the Line», Ace (1989)
- The Fleet IV: Sworn Allies, «Full Circle», Ace (1990)
- The Fleet V: Total War «Change Partners and Dance», Ace (1990)
- The Fleet VI: Crisis, «The Mosquito», Ace (1991)
- The War Years I: Far Stars War, «Volunteers», New American Library[англ.] (1990)
- The War Years II: Siege of Arista, «Unreality», NAL (1991)
- The War Years III: Jupiter War, «Gold-digging», NAL (1991)
- The Crafters, «The Seeing Stone», Ace (1991)
- The Crafters II: Blessings & Curses, «Miss Crafter’s School For Girls», Ace (1992)
- Halflings, Hobbits, Wee Folk and Warrows; «Moon Shadows», Warner Books (1991)
- Alternate Presidents, «The Father of His Country», TOR Books (1992)
- Space Cats, «Well Worth the Money», Baen Books[англ.] (1992)
- Battlestation, «Star Light», Ace (1992)
- Battlestation II, «Shooting Star», Ace (1993)
- The Gods of War, «Order in Heaven», Baen (1992)
- More Whatdunits, «Way Out» (by Bill Fawcett and Nye), TOR (1993)
- Quest to Riverworld, «If the King Like Not the Comedy», Warner (1993)
- Alien Pregnant By Elvis! «Psychic Bats 1000 for Accuracy», DAW (1994)
- Dragon’s Eye, «The Stuff of Legends», Baen (1994)
- Deals With The Devil, «The Party of the First Part», DAW (1994)
- Elric, Tales of the White Wolf, «The White Child», White Wolf Publishing (1994)
- Superheroes, «Theme Music Man», Ace (1995)
- Excalibur, «Sword Practice»—Warner Aspect (1995)
- Chicks in Chainmail, «The Growling»—Baen (Sept 1995)
- The Day The Magic Stopped, «Flicker»—Baen (Oct 1995)
- Fantastic Alice, «Muchness»—Ace (December 1995)
- Dante’s Disciples, «The Bridge on the River Styx»—White Wolf (1996)
- Lammas Night, «Sunflower»—Baen (February 1996)
- Otherwere, «What? And Give Up Show Business?»—Ace (1996)
- Future Net, «Souvenirs and Photographs»—DAW (1996)
- Many Faces of Fantasy, «Sidhe Who Must Be Obeyed» — Всемирный конвент фэнтези (октябрь 1996)
- Space Opera, «Calling Them Home»—DAW (1996)
- Elf Fantastic, «The Dancing Ring»—DAW (1997)
- First Contact, «Take Me to Your Leader»—DAW (1997)
- Acorna, «Pony Girl»—BIG Entertainment (1997)
- Zodiac Fantastic, «The Billion-Year Boys' Club» — DAW (1997)
- Wizard Fantastic, «Bird Bones»—DAW (1997)
- Urban Nightmares, «The Bicycle Messenger From Hell»—Baen (1997)
- Did You Say ‘Chicks’?, «The Old Fire» — Baen (1998)
- Alternate Generals, «Queen of the Amazons» — Baen (1998)
- The Quintessential World of Darkness, «The Muse» — HarperCollins (1998)
- Mob Magic, «Power Corrupts» — DAW (1998)
- Tails From the Pet Shop, «A Cat’s Chance» — 11th Hour Productions (1999)
- Twice Upon a Time, «Spinning A Yarn» — DAW (1999)
- Chicks and Chained Males, «Don’t Break the Chain!» — Baen (1999)
- Stardates, «The Stars in Their Courses» — Dreams-Unlimited.com (декабрь 1999)
- Flights of Fantasy, «Eagle’s Eye» — DAW (Jan 2000)
- Perchance to Dream, «The Piper» — DAW (2000)
- Daughter of Dangerous Dames, «Riddle of the Sphinx» — 11th Hour (май 2000)
- Such a Pretty Face, «Casting Against Type» — Meisha Merlin Publishing[англ.] (июнь 2000)
- 100 Crafty Little Cat Crimes, «Land Rush» — Barnes & Noble (2000)
- Guardian Angels, «Desperation Gulch» — Cumberland House (2000)
- Warrior Fantastic, «Conscript» — DAW (2000)
- Blood and Donuts, «The Haunted Patrol Car» — 11th Hour (2001)
- Murder Most Romantic, «Night Hawks» — Cumberland (2001)
- Conjuration 2001 program book, «Shore Excursion» (Jun 2001)
- The Mutant Files, «Rite of Passage» — DAW (2001)
- Past Imperfect, «Theory of Relativity» — DAW(2001)
- Creature Fantastic, «Father Noe’s Bestiary» — DAW (2001)
- Dracula’s London, «Everything to Order» — Ace (2001)
- Oceans of Space, «Pyrats» — DAW (2001)
- Xena, Warrior Princess, «As Fate Would Have It» — DAW (2001)
- Silicon Dreams, «Sacrifices» — DAW (2001)
- Constellation of Cats, «Purr Power» — DAW (2002)
- Heaven and Hell, «The Fiber of Being» — Speculation Press (2002)
- Something M.Y.T.H., Inc. «M.Y.T.H., Inc. Instructions» — Meisha Merlin (2002)
- Turning Points (Thieves’ World 2K I), «Doing the Gods' Work» — TOR (2003)
- Vengeance Fantastic, «Even Tempo» — DAW (2002)
- Pharaoh Fantastic, «The Voice of Authority» — DAW (2002)
- Familiars Fantastic, «And So, Ad Infinitum» — DAW (2002)
- The Repentant, «The Salem Trial» — DAW (Oct 2003)
- Low Port, «Bottom of the Food Chain» — Meisha Merlin (2003)
- The Sorcerer’s Academy, «Field Trip» — DAW (Sep 2003)
- The Magic Shop, «For Whom the Bell Tolled» — DAW (2004)
- Little Red Riding Hood in the Big Bad City, «Keeping It Real» — DAW (2004)
- Rotten Relations, «Cuckoo’s Egg» — DAW (2004)
- Turn the Other Chick, «Defender of the Small» — Baen (2004)
- Masters of Fantasy, «Mything in Dreamland» (by Asprin and Nye) — Baen (2004)
- Enemies of Fortune (Thieves’ World 2K II), «Consequences» — TOR (декабрь 2004)
- Time After Time, «Wait Until Next Year» — DAW (2005)
- Magic Tails, «Sleeping Beauties» — DAW (2005)
- Maiden, Matron, Crone, «The Gift» — DAW (2005)
- International House of Bubbas, «Bubba Suey» — Yard Dog Press (2005)
- LiftPort, «Going Up?» — Meisha Merlin (январь 2006)
- Children of Magic, «Nethan’s Magic» — DAW (2006)
- This Is My Funniest, reprint of «The Growling», ed. Mike Resnick, BenBella Books[англ.] (2006)
- The Magic Toybox, «The Revenge of Chatty Cathy» — DAW (2006)
- Furry Fantastic, «Superstition» — DAW (2006)
- Army of the Fantastic, «Airborne» — DAW (2007)
- If I Were an Evil Overlord, «Ensuring the Succession» — DAW (2007)
- Tales of the Red Lion, «Kindred Spirits» — Twilight Tales (2007)
- Front Lines, «The Battle for Trehinnick’s Garden» — DAW (2008)
- Fellowship Fantastic, «Sweet Threads» — DAW (Jan 2008)
- Mystery Date, «Venus in Blue Jeans» — DAW (Feb 2008)
- Witch High, «Another Learning Experience» — DAW (2008)
- Here Be Dragons, «Pat the Magic Dragon» — Dragon Con (август 2008)
- Enchantment Place, «Altar Ego» — DAW (2008)
- The Dimension Next Door, «Waiting for Evolution» — DAW (июль 2008)
- Terribly Twisted Tales, «No Good Deed» — DAW (2008)
- Witch Way to the Mall, «There’s No ‘I’ in Coven» — DAW (2009)
- Zombie Raccoons and Killer Bunnies, «Death Mask» — DAW (2009)
- Gamer Fantastic, «Roles We Play» — DAW (2009)
- Strip-Mauled, «Howl!» — Baen (2009)
- Timeshares, «Time Sharing» — DAW (март 2010)
- Gateways, «Virtually, A Cat» (reprint) — TOR (июль 2010)
- Fangs for the Mammaries, «Overbite» — Baen (сентябрь 2010)
- Steampunk’d, «Portrait of a Lady in a Monocle» — DAW (ноябрь 2010)
- Love and Rockets, «Dance of Life» — DAW (TBA)
- Hot and Steamy, «Clockworks» — DAW (Jun 2011)
- Untold Adventures: A D&D Anthology, «To Chaos and Back Again» (июнь 2011)
- Westward Weird, «Lone Wolf» — DAW (2011)
- Exiled: Clan of the Claw, «Cata» (by John Ringo and Nye) — Baen (hc 2011, pb 2012)
- Human for a Day, «The Very Next Day» — DAW (2012)
- Cast of Characters, «Small Sacrifices» — Fiction Studio Books (2012)

### Телеспектакли
- Dinosaucers анимационный телесериал, «Toy-ranosaurus Store Wars» script — DiC Entertainment

### Публицистика
- «Dungeon Etiquette», The Dragon #130, TSR, Inc. (1988)
- It Seemed Like a Good Idea at the Time, various articles — Avon Books[англ.] (2000)
- You Did What?, various articles — Avon (2004)
- Alias Assumed, «Why Sydney Has No Social Life» — BenBella Books[англ.] (август 2005)
- FarScape Forever, «My Imaginary Friend» — BenBella (Oct 2005)
- Charmed, «Talent and the Socialism of Fear» — BenBella (Nov 2005)
- Battle of Azeroth, «Advice for the Warlorn» — BenBella (2006)
- So Say We All, «Report to Congress» — BenBella (2006)
- удостоенная Небьюла антология 2010, «Medium with a Message» — (2010)
- Chicks Dig Time Lords, «Hopelessly Devoted to Who» — Mad Norwegian Press[англ.] (2010)
- SFWA Bulletin, «Being a convention literary guest» (том 4 издание 3, август-сентябрь 2010)
- SFWA Bulletin, «Conventional Wisdom: DragonCon» (весна 2011)
- SFWA Bulletin, «Conventional Wisdom: GenCon» (лето 2011)
- SFWA Bulletin, «Conventional Wisdom: Small Cons» (осень 2011)
- SFWA Bulletin, «Conventional Wisdom: Interview Gene Wolfe» (зима 2012)
- SFWA Bulletin, «Conventional Wisdom: Writers Workshops» (весна 2012)
- SFWA Bulletin, «Conventional Wisdom: 1,000 Cons» (лето 2012)